# Замок Херренциммерн
Замок Херренциммерн (нем. Burg Herrenzimmern), называемый также Нижний замок — руины средневекового замка, расположенного в немецкой общине Бёзинген. Родовой замок баронов, и позднее — графов фон Циммерн.